# Sporty taneczne na World Games 2009
Sporty taneczne na World Games 2009 w Kaohsiung zostały rozegrane w dniach 24 – 25 lipca w Kaohsiung Arena. W tabeli medalowej zwyciężyły pary reprezentujące Rosję. Zawody sankcjonowała Międzynarodowa Federacja Sportów Tanecznych (International DanceSport Federation; IDSF).

## Uczestnicy
| - Australia - Austria - Białoruś - Bułgaria - Kanada - Chorwacja - Czechy - Hiszpania - Estonia - Finlandia - Francja - Niemcy - Węgry | - Izrael - Włochy - Japonia - Kazachstan - Korea Południowa - Łotwa - Litwa - Malezja - Norwegia - Filipiny - Polska - Portugalia - Południowa Afryka | - Rosja - Słowenia - Słowacja - Szwajcaria - Szwecja - Chińskie Tajpej - Tajlandia - Ukraina - Stany Zjednoczone - Mołdawia |

## Medaliści
| Konkurencja              |                                        |                                            |                                           |
| Tańce standardowe        | Włochy Paolo Bosco Sylvia Pitton       | Niemcy Benedetto Ferruggia Claudia Koehler | Rosja Marat Gimajew Alina Basjuk          |
| Rock'n'Roll              | Francja Christophe Payan Kathy Richeta | Rosja Iwan Judin Olga Sbitniewa            | Rosja Iwan Klimow Katrin Gazazjan         |
| Tańce latynoamerykańskie | Rosja Aleksiej Silde Anna Firstowa     | Słowenia Jurij Batagelij Jagoda Strukelij  | Włochy Gabriele Goffredo Antonia Goffredo |

## Tabela medalowa
| Poz.    | Państwo  |   |   |   | Łącznie |
| ------- | -------- | - | - | - | ------- |
| 1       | Rosja    | 1 | 1 | 2 | 4       |
| 2       | Włochy   | 1 | 0 | 1 | 2       |
| 3       | Francja  | 1 | 0 | 0 | 1       |
| 4       | Słowenia | 0 | 1 | 0 | 1       |
| 5       | Niemcy   | 0 | 1 | 0 | 1       |
| Łącznie | Łącznie  | 3 | 3 | 3 | 9       |